# Jump server
Um Jump server ou jumpbox ou host administrativo seguro é um computador (especial) em uma rede tipicamente usada para gerenciar dispositivos em uma zona de segurança separada. O exemplo mais comum é gerir um host em uma DMZ a partir de redes ou computadores confiáveis.